# نعضاوية
النُعْضَاوِيَة او الفلاكوراوية (الاسم العلمي: Flacourtieae) هي قبيلة من النباتات تتبع الفصيلة الصفصافية من رتبة الملبيغيات.

## أجناس الفلاكوراوية
- الفلاكورة
- الرامحة